# معجزه (فیلم ۱۹۵۹)
«معجزه» (انگلیسی: The Miracle (1959 film)) یک فیلم به کارگردانی اروینگ رپر است که در سال ۱۹۵۹ منتشر شد.

## بازیگران
- کارول بیکر
- راجر مور
- ویتوریو گاسمن
- کتینا پاکسینو
- دنیس کینگ
- تورین تاچر
- بل میچل
- دنیس کینگ